# Peridea transversa
Peridea transversa är en fjärilsart som beskrevs av Wagner 1925. Peridea transversa ingår i släktet Peridea och familjen tandspinnare. Inga underarter finns listade i Catalogue of Life.